# The Voice Kids (terza edizione)
La terza edizione di The Voice Kids è andata in onda in prima serata su Rai 1 dal 15 novembre al 20 dicembre 2024 per sei puntate con la conduzione di Antonella Clerici.
Nel meccanismo di gioco, sono riconfermati due strumenti utilizzabili solo nel corso delle quattro puntate di Blind Auditions: il Super Pass e il Super Blocco. Il primo garantisce ad un concorrente di andare direttamente in finale, mentre il secondo è il classico "Blocco", utilizzabile solo dopo che i coach si sono girati, che permette di impedire ad un altro coach di scegliere un concorrente.
La vincitrice, decretata attraverso il voto del pubblico presente in studio, è stata Melissa Memeti del team Loredana Bertè; che successivamente sarà scelta per rappresentare l'Italia al Junior Eurovision Song Contest 2025.

## Team
Legenda
     Vincitore
     Super-finalista
     Eliminato alle Battles
     Eliminato alla finale
| Coach | Coach          | Artisti              | Artisti                  | Artisti             | Artisti           | Artisti            | Artisti                | Artisti              | Artisti          | Artisti             | Artisti |
|       | Arisa          | Niccolò Franceschini | Alessio Distefano        | Annamaria Mihalache | Giorgia Allegrini | Emma Milani        | Giulia Fina            | Aurora Galante       | Aurora Di Profio | Flaminia Occhipinti |         |
|       | Clementino     | Riccardo Callegari   | Leonardo Giovannangeli   | Benedetta Muneglia  | Cecilia Cataldo   | Isabel Durastante  | Alessandro Pompeo      | Alessandra Colacarlo | Silvano Fava     | Federica Lo Porto   |         |
|       | Gigi D'Alessio | Maria Sofia Corona   | Francesco Maugeri        | Sofia Monegato      | Tommaso Aiello    | Nausica Speranzini | Francesco Paolo Scelzo | Elisa Casella        | Dennis Benincasa | Linda Loreti        |         |
|       | Loredana Bertè | Melissa Memeti       | Gabriel Jimenez Martinez | Carol Cadeo         | Martina Panarello | Benedetta Morzetta | Marco Della Mura       | Asia Bavaro          | Viola Vivo       | Sara Ghinassi       |         |

## Blind Auditions
Nelle quattro puntate di Blind Auditions i coach devono formare il proprio team composto da nove artisti ciascuno, otto dei quali andranno alle Battles e uno direttamente in finale grazie al Super Pass.
 Il coach preme il bottone I Want You
 L'artista è direttamente in finale grazie all'utilizzo da parte di questo coach del Super Pass
     L'artista è eliminato perché nessun coach preme il bottone I Want You
     L'artista viene scelto per far parte della squadra di questo coach
     L'artista sceglie di far parte della squadra di questo coach
     Super Blocco esercitato da Arisa
     Super Blocco esercitato da Clementino
     Super Blocco esercitato da Gigi D'Alessio
     Super Blocco esercitato da Loredana Bertè

### Prima puntata
| Ordine | Artista (Età)            | Canzone (cantante originale)              | Scelte di coach e/o artisti | Scelte di coach e/o artisti | Scelte di coach e/o artisti | Scelte di coach e/o artisti |
| Ordine | Artista (Età)            | Canzone (cantante originale)              | Arisa                       | Clementino                  | Gigi D'Alessio              | Loredana Bertè              |
| ------ | ------------------------ | ----------------------------------------- | --------------------------- | --------------------------- | --------------------------- | --------------------------- |
| 1      | Emma Milani (13)         | In cerca di te (Simona Molinari)          |                             |                             |                             |                             |
| 2      | Annamaria Mihalache (11) | Esseri umani (Marco Mengoni)              |                             |                             |                             |                             |
| 3      | Alessandro Pompeo (10)   | Rock 'n' roll robot (Alberto Camerini)    |                             |                             | -                           | -                           |
| 4      | Melissa Memeti (13)      | Listen (Beyoncé)                          |                             |                             |                             |                             |
| 5      | Giulia Fina (10)         | Viva la pappa col pomodoro (Rita Pavone)  |                             |                             |                             |                             |
| 6      | Alessio Distefano (12)   | Sweet Child o' Mine (Guns N' Roses)       |                             |                             |                             |                             |
| 7      | Livia Fanara (8)         | Rumore (Raffaella Carrà)                  | -                           | -                           | -                           | -                           |
| 8      | Francesco Maugeri (12)   | Voilà (Barbara Pravi)                     |                             |                             |                             |                             |
| 9      | Asia Bavaro (12)         | Sogna, ragazzo, sogna (Roberto Vecchioni) |                             |                             |                             |                             |
| 10     | Antonino Pizzardi (10)   | Casa mia (Ghali)                          | -                           | -                           | -                           | -                           |
| 11     | Cecilia Cataldo (14)     | Don't Stop Me Now (Queen)                 | -                           |                             |                             |                             |

### Seconda puntata
| Ordine | Artista (Età)               | Canzone (cantante originale)                      | Scelte di coach e/o artisti | Scelte di coach e/o artisti | Scelte di coach e/o artisti | Scelte di coach e/o artisti |
| Ordine | Artista (Età)               | Canzone (cantante originale)                      | Arisa                       | Clementino                  | Gigi D'Alessio              | Loredana Bertè              |
| ------ | --------------------------- | ------------------------------------------------- | --------------------------- | --------------------------- | --------------------------- | --------------------------- |
| 1      | Maria Sofia Corona (13)     | Your Love (Dulce Pontes feat. Ennio Morricone)    |                             |                             |                             |                             |
| 2      | Silvano Fava (10)           | Romagna mia (Raoul Casadei)                       | -                           |                             | -                           | -                           |
| 3      | Aurora Di Profio (11)       | Ovunque sarai (Irama)                             |                             |                             |                             |                             |
| 4      | Francesca Quero (10)        | La sirenetta (Simona Patitucci)                   | -                           | -                           | -                           | -                           |
| 5      | Marco Della Mura (14)       | Granada (Claudio Villa)                           |                             |                             |                             |                             |
| 6      | Sofia Monegato (13)         | Something's Got a Hold on Me (Christina Aguilera) |                             |                             |                             |                             |
| 7      | Tommaso Aiello (14)         | Tutto quello che un uomo (Sergio Cammariere)      |                             |                             |                             |                             |
| 8      | Federico Thinh Fantini (14) | Shake It Off (Taylor Swift)                       | -                           | -                           | -                           | -                           |
| 9      | Benedetta Morzetta (10)     | La noia (Angelina Mango)                          | -                           | -                           | -                           |                             |
| 10     | Sara Ghinassi (13)          | What Was I Made For? (Billie Eilish)              | -                           | -                           |                             |                             |
| 11     | Luca Oliveira (12)          | M' manc (Shablo, Geolier, Sfera Ebbasta)          | -                           | -                           | -                           | -                           |
| 12     | Alessandra Colacarlo (14)   | Che sia benedetta (Fiorella Mannoia)              | -                           |                             | -                           | -                           |

### Terza puntata
| Ordine | Artista (Età)                 | Canzone (cantante originale)            | Scelte di coach e/o artisti | Scelte di coach e/o artisti | Scelte di coach e/o artisti | Scelte di coach e/o artisti |
| Ordine | Artista (Età)                 | Canzone (cantante originale)            | Arisa                       | Clementino                  | Gigi D'Alessio              | Loredana Bertè              |
| ------ | ----------------------------- | --------------------------------------- | --------------------------- | --------------------------- | --------------------------- | --------------------------- |
| 1      | Dennis Benincasa (13)         | Se io, se lei (Biagio Antonacci)        | -                           |                             |                             |                             |
| 2      | Isabel Durastante (8)         | Dance Monkey (Tones and I)              | -                           |                             |                             | -                           |
| 3      | Giorgia Allegrini (14)        | Oro (Mango)                             |                             |                             |                             |                             |
| 4      | Giovanni Iannone (11)         | Un amore così grande (Il Volo)          | -                           | -                           | -                           | -                           |
| 5      | Linda Loreti (12)             | Sei nell'anima (Gianna Nannini)         | -                           |                             |                             | -                           |
| 6      | Gabriel Jimenez Martinez (12) | Let It Be (The Beatles)                 |                             |                             | -                           |                             |
| 7      | Flaminia Occhipinti (10)      | Avrai (Claudio Baglioni)                |                             | -                           | -                           | -                           |
| 8      | Francesco Paolo Scelzo (13)   | Abbracciame (Andrea Sannino)            | -                           |                             |                             | -                           |
| 9      | Vittoria Cuciniello (12)      | Ma non tutta la vita (Ricchi e Poveri)  | -                           | -                           | -                           | -                           |
| 10     | Riccardo Callegari (12)       | Lose Yourself (Eminem)                  | -                           |                             |                             |                             |
| 11     | Martina Panarello (13)        | La compagnia (Vasco Rossi)              | -                           | -                           |                             |                             |
| 12     | Nicolò Martini (11)           | Ma che idea (Bnkr44 feat. Pino D'Angiò) | -                           | -                           | -                           | -                           |
| 13     | Federica Lo Porto (12)        | Tutta colpa mia (Elodie)                | -                           |                             | -                           | -                           |

### Quarta puntata
| Ordine | Artista (Età)               | Canzone (cantante originale)               | Scelte di coach e/o artisti | Scelte di coach e/o artisti | Scelte di coach e/o artisti | Scelte di coach e/o artisti |
| Ordine | Artista (Età)               | Canzone (cantante originale)               | Arisa                       | Clementino                  | Gigi D'Alessio              | Loredana Bertè              |
| ------ | --------------------------- | ------------------------------------------ | --------------------------- | --------------------------- | --------------------------- | --------------------------- |
| 1      | Niccolò Franceschini (14)   | Passerà (Aleandro Baldi)                   |                             |                             |                             |                             |
| 2      | Nausica Speranzini (11)     | Un amore da favola (Giorgia)               |                             | -                           |                             | -                           |
| 3      | Dario Mattia (11)           | Dove si balla (Dargen D'Amico)             | -                           | -                           | -                           | -                           |
| 4      | Benedetta Muneglia (13)     | Don Raffaè (Clementino)                    | -                           |                             |                             |                             |
| 5      | Giorgia Cangemi (10)        | Come un ragazzo (Sylvie Vartan)            | -                           | -                           | -                           | -                           |
| 6      | Viola Vivo (9)              | Distratto (Francesca Michielin)            |                             | -                           | -                           |                             |
| 7      | Leonardo Giovannangeli (10) | The Way You Make Me Feel (Michael Jackson) |                             |                             |                             |                             |
| 8      | Aurora Galante (12)         | Straordinario (Chiara Galiazzo)            |                             | N.D.                        |                             |                             |
| 9      | Azzurra Chiara Galasso (11) | Portami a ballare (Luca Barbarossa)        | N.D.                        | N.D.                        | -                           | -                           |
| 10     | Elisa Casella (13)          | Set Fire to the Rain (Adele)               | N.D.                        | N.D.                        |                             |                             |
| 11     | Vittoria Ganzerli (13)      | Perdere l'amore (Massimo Ranieri)          | N.D.                        | N.D.                        | N.D.                        | -                           |
| 12     | Carol Cadeo (10)            | Nessun dolore (Giorgia)                    | N.D.                        | N.D.                        | N.D.                        |                             |

### Bilancio Blind
| Coach          | Numero di Volte: | Numero di Volte: | Numero di Volte: | Numero di Volte:   | Numero di Volte: | Numero di Volte: | Numero di Volte: |
| Coach          | Totale Buzz      | Scelte           | Buzz da solo     | Blocchi effettuati | Blocchi ricevuti | Rifiuti          | No Buzz          |
| -------------- | ---------------- | ---------------- | ---------------- | ------------------ | ---------------- | ---------------- | ---------------- |
| Arisa          | 21               | 9                | 1                | 1                  | 1                | 12               | 23               |
| Clementino     | 26               | 9                | 3                | 1                  | 1                | 17               | 17               |
| Gigi D'Alessio | 27               | 9                | 0                | 1                  | 2                | 18               | 19               |
| Loredana Bertè | 27               | 9                | 2                | 1                  | 0                | 18               | 21               |

## Battle
La semifinale vede scontrare i 32 giovani concorrenti rimasti in gara nei Battles, le quali determineranno i 12 giovani finalisti del programma. Le sfide si svolgono fra quattro concorrenti dello stesso team che si scontrano ognuno eseguendo un brano assegnatogli dal proprio coach, il quale alla fine delle esibizioni deciderà dei quattro il finalista, eliminando gli altri tre. Al termine delle sfide, due concorrenti per squadra arriveranno in finale, aggiungendosi al finalista decretato alle Blind Auditions, attraverso l'utilizzo del Super Pass.
| Ordine | Coach          | Artista                | Canzone (cantante originale)                   |
| ------ | -------------- | ---------------------- | ---------------------------------------------- |
| 1      | Loredana Bertè | Sara Ghinassi          | Il mio canto libero (Lucio Battisti)           |
| 1      | Loredana Bertè | Carol Cadeo            | Sweet Dreams (Eurythmics)                      |
| 1      | Loredana Bertè | Viola Vivo             | Se piovesse il tuo nome (Elisa)                |
| 1      | Loredana Bertè | Asia Bavaro            | Beggin' (Måneskin)                             |
| 2      | Gigi D'Alessio | Linda Loreti           | Grande, grande, grande (Mina)                  |
| 2      | Gigi D'Alessio | Francesco Maugeri      | La rondine (Mango)                             |
| 2      | Gigi D'Alessio | Dennis Benincasa       | Ci vorrebbe il mare (Marco Masini)             |
| 2      | Gigi D'Alessio | Elisa Casella          | Meraviglioso amore mio (Arisa)                 |
| 3      | Arisa          | Flaminia Occhipinti    | Giudizi universali (Samuele Bersani)           |
| 3      | Arisa          | Aurora Di Profio       | Try (Pink)                                     |
| 3      | Arisa          | Aurora Galante         | Guarda che luna (Fred Buscaglione)             |
| 3      | Arisa          | Annamaria Mihalache    | Beautiful (Christina Aguilera)                 |
| 4      | Clementino     | Federica Lo Porto      | Amare (La Rappresentante di Lista)             |
| 4      | Clementino     | Silvano Fava           | Rosamunda (Le Mondine)                         |
| 4      | Clementino     | Leonardo Giovannangeli | Believer (Imagine Dragons)                     |
| 4      | Clementino     | Alessandra Colacarlo   | Anna e Marco (Lucio Dalla)                     |
| 5      | Loredana Bertè | Marco Della Mura       | Con te partirò (Andrea Bocelli)                |
| 5      | Loredana Bertè | Benedetta Morzetta     | Sinceramente (Annalisa)                        |
| 5      | Loredana Bertè | Melissa Memeti         | Greatest Love of All (Whitney Houston)         |
| 5      | Loredana Bertè | Martina Panarello      | Mentre tutto scorre (Negramaro)                |
| 6      | Gigi D'Alessio | Francesco Paolo Scelzo | Rossetto e caffè (Sal Da Vinci)                |
| 6      | Gigi D'Alessio | Nausica Speranzini     | Don't You Worry 'Bout a Thing (Tori Kelly)     |
| 6      | Gigi D'Alessio | Tommaso Aiello         | Follia d'amore (Raphael Gualazzi)              |
| 6      | Gigi D'Alessio | Sofia Monegato         | E non finisce mica il cielo (Mia Martini)      |
| 7      | Arisa          | Giulia Fina            | Ma che freddo fa (Nada)                        |
| 7      | Arisa          | Emma Milani            | Mercy (Duffy)                                  |
| 7      | Arisa          | Giorgia Allegrini      | Come foglie (Malika Ayane)                     |
| 7      | Arisa          | Niccolò Franceschini   | Poetica (Cesare Cremonini)                     |
| 8      | Clementino     | Alessandro Pompeo      | Il gatto e la volpe (Edoardo Bennato)          |
| 8      | Clementino     | Isabel Durastante      | Flowers (Miley Cyrus)                          |
| 8      | Clementino     | Benedetta Muneglia     | Le cose in comune (Alfa)                       |
| 8      | Clementino     | Cecilia Cataldo        | Hopelessly Devoted to You (Olivia Newton-John) |

## Finale
Nella prima fase i 12 finalisti (3 per team) si sfidano su dei brani assegnati a loro dai coach, che alla fine di tutte le esibizioni scelgono l'artista migliore del loro team. Nella seconda fase i 4 super-finalisti scelti dai coach si esibiscono col loro cavallo di battaglia o col brano portato alle Blind Audition; in seguito il pubblico in studio, tramite telecomandi, decreta alla fine il vincitore del programma.
- Ospiti: Sal Da Vinci
- Canzoni cantate dall'ospite: Rossetto e caffè

Prima fase
     Artista che passa alla seconda fase
     Artista eliminato
| Ordine | Coach          | Artista                   | Canzone (cantante originale)            |
| ------ | -------------- | ------------------------- | --------------------------------------- |
| 1      | Arisa          | Annamaria Mihalache       | Quando nasce un amore (Anna Oxa)        |
| 2      | Gigi D'Alessio | Maria Sofia Corona        | My Heart Will Go On (Céline Dion)       |
| 3      | Loredana Bertè | Carol Cadeo               | Briciole (Noemi)                        |
| 4      | Clementino     | Leonardo Giovannangeli    | Beautiful Things (Benson Boone)         |
| 5      | Gigi D'Alessio | Francesco Maugeri         | La donna cannone (Francesco De Gregori) |
| 6      | Arisa          | Alessio Distefano         | The Final Countdown (Europe)            |
| 7      | Clementino     | Riccardo Callegari        | Penso positivo (Jovanotti)              |
| 8      | Loredana Bertè | Melissa Memeti            | I Have Nothing (Whitney Houston)        |
| 9      | Gigi D'Alessio | Sofia Monegato            | Di sole e d'azzurro (Giorgia)           |
| 10     | Loredana Bertè | Gabriele Jimenez Martinez | Your Song (Elton John)                  |
| 11     | Clementino     | Benedetta Muneglia        | Xdono (Tiziano Ferro)                   |
| 12     | Arisa          | Niccolò Franceschini      | Sabato pomeriggio (Claudio Baglioni)    |

Seconda fase
     Vincitore
     Super-finalista
| Ordine | Coach          | Artista              | Canzone (cantante originale)                   |
| ------ | -------------- | -------------------- | ---------------------------------------------- |
| 1      | Gigi D'Alessio | Maria Sofia Corona   | Your Love (Dulce Pontes feat. Ennio Morricone) |
| 2      | Arisa          | Niccolò Franceschini | Passerà (Aleandro Baldi)                       |
| 3      | Clementino     | Riccardo Callegari   | Lose Yourself (Eminem)                         |
| 4      | Loredana Bertè | Melissa Memeti       | Listen (Beyoncé)                               |

## Ascolti
| Puntata | Puntata             | Messa in onda    | Ospiti                               | Telespettatori | Share  |
| ------- | ------------------- | ---------------- | ------------------------------------ | -------------- | ------ |
| 1       | Blind Audition 1    | 15 novembre 2024 | Rita Pavone, Simone Grande           | 3 451 000      | 21,50% |
| 2       | Blind Audition 2    | 22 novembre 2024 | Katia Ricciarelli, Moreno Conficconi | 3 394 000      | 21,31% |
| 3       | Blind Audition 3    | 29 novembre 2024 | –                                    | 3 716 000      | 23,81% |
| 4       | Blind Audition 4    | 6 dicembre 2024  | Chiara Galiazzo, Fanny Cadeo         | 3 826 000      | 23,96% |
| 5       | Battle - Semifinale | 13 dicembre 2024 | –                                    | 3 545 000      | 22,62% |
| 6       | Finale              | 20 dicembre 2024 | Sal Da Vinci                         | 3 716 000      | 24,95% |
| Media   | Media               | Media            | Media                                | 3 608 000      | 23,02% |